# 阿什塔穆迪湖

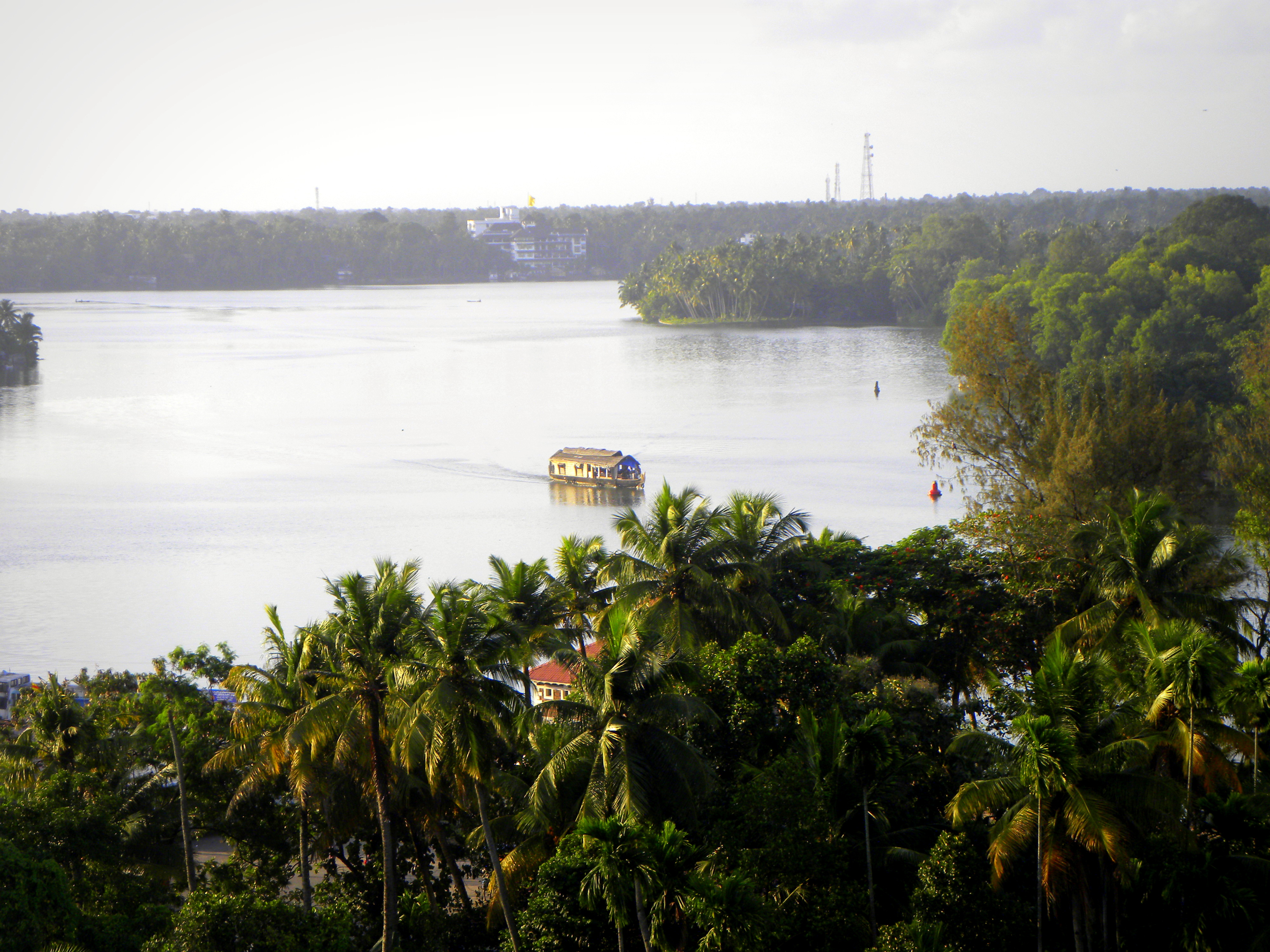
阿什塔穆迪湖

阿什塔穆迪湖（英語：Ashtamudi Lake）是位于印度喀拉拉邦果拉姆縣的一個湖泊。阿什塔穆迪湖附近的湿地已被列入国际重要湿地名录。 奎隆就位於阿什塔穆迪湖沿岸。至少有57种鸟类在阿什塔穆迪湖棲息，其中6种为候鸟。